# بوتهواري
البوتهوارية (پوٹھوہاڑی زبان) لغة لاهنداوية شمالية شرقية محكي بها في راولبندي بباكستان حتى كشمير الهند وفي جموں. والميربورية البهارية (میرپوری، پہاڑی) لغة فيها تشترك معها في معظم الألفاظ كما في الحروف، يكثر متحدثوها في ضلع ميربور بإقليم آزاد كشمير.

## كتابة
تستعمل في كتابة اللغة البوتهوارية حروف الأبجدية الأردوية العربية، وزيد عليها حرفان جديدان لتمثيل صوتين فريدين. هذان الحرفان هما "ݨ"، ودوہڑي المؤلف من حرفي اك اكهي ہے "ہ" ودو اكهي ہے «ه».

## حواش
1. ↑  Rensch, Calvin R. et al. (1992) p. 9
2. ↑  Languages used by the Oldhamers of South Asian Heritage نسخة محفوظة 05 مارس 2016 على موقع واي باك مشين. [وصلة مكسورة]
3. ↑  The Background Context and Alphabet نسخة محفوظة 05 مارس 2016 على موقع واي باك مشين. [وصلة مكسورة]